# Superbird B3
Superbird B3 (auch DSN-1 und Kirameki 1, früher Superbird 8) ist ein Kommunikationssatellit der SKY Perfect JSAT und der DSN Corporation.

## Aufbau
Der dreiachsenstabilisierte Satellit ist für JSAT mit Ku-Band- und Ka-Band-Transpondern ausgerüstet. Für die DSN Corporation (einer Unterfirma SKY Perfect JSAT), die einen Vertrag mit dem japanischen Verteidigungsministerium hat, ist der Satellit mit X-Band-Transpondern ausgerüstet. Er soll von der Position 162° Ost aus Japan und Umgebung mit Telekommunikationsdienstleistungen versorgen. Er wurde auf Basis des Satellitenbusses DS2000 der MELCO – Mitsubishi Electric Corporation (Projektmanagement der NEC Corporation) gebaut und besitzt eine geplante Lebensdauer von mehr als 15 Jahren.

## Beschädigung beim Transport
Der Start des Satelliten war bereits für Juni 2016 geplant. Beim Transport per Flugzeug zum Raumfahrtzentrum Guayana wurde er jedoch beschädigt, weil eine Abdeckplane ein Ventil blockierte, das für den Druckausgleich des Transport-Containers sorgen sollte. Die notwendigen Reparaturen benötigten knapp zwei Jahre. Für die japanischen Streitkräfte war dies ein herber Rückschlag, denn ein Teil der Nutzlast hätte als DSN-1 militärische Kommunikationsaufgaben übernehmen sollen.

## Missionsverlauf
Superbird 8 wurde am 5. April 2018 mit einer Ariane-5-Trägerrakete vom Raketenstartplatz Centre Spatial Guyanais (zusammen mit HYLAS 4) in eine geostationäre Umlaufbahn gebracht. Nach Erreichen des Orbits wurde er in Superbird B3 umbenannt. Die militärische Nutzlast DSN-1 erhielt den Namen Kirameki 1.